# Szárazföldi csupaszcsigák

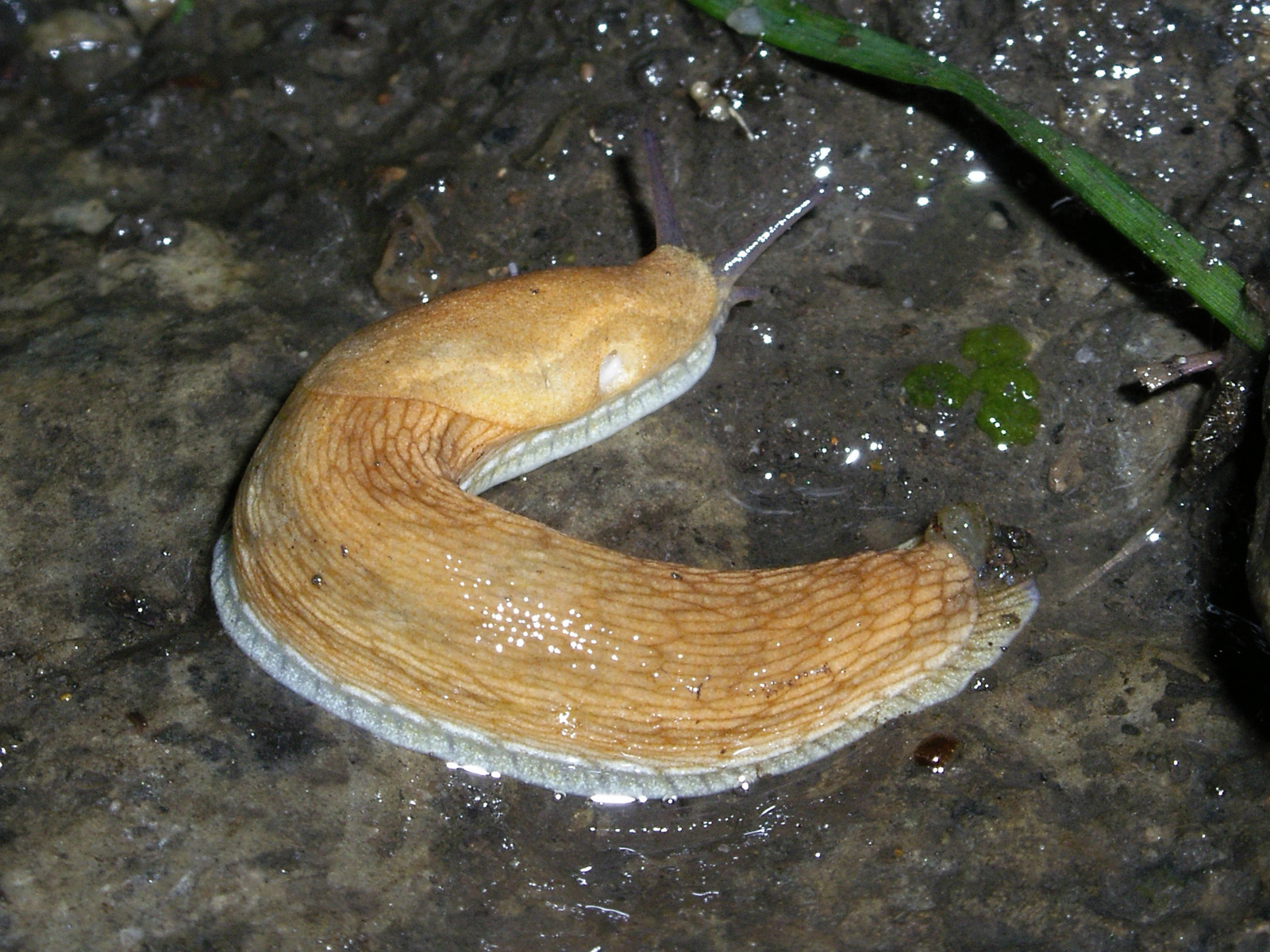

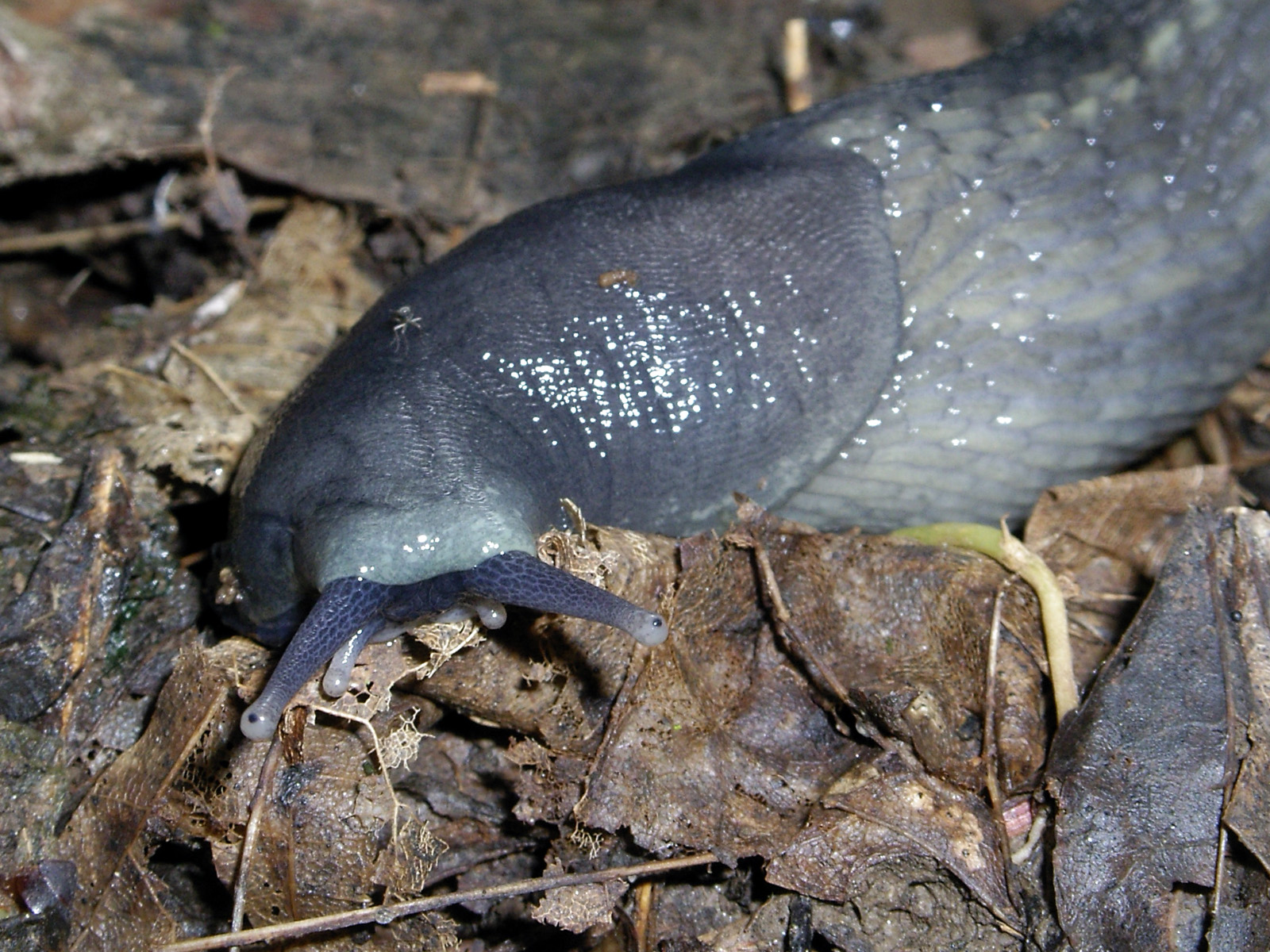

A szárazföldi csupaszcsigák (Eupulmonata) a puhatestűek törzsének, a csigák osztályának és a tüdőscsigák (Pulmonata) rendjének egyik alrendje.

## Rendszerezés
- Actophila alrendág
  - Ellobioidea öregcsalád
    - Ellobiidae család
- Stylommatophora alrendág
  - Elasmognatha klád
    - Athoracophoroidea öregcsalád
      - Athoracophoridae család

    - Succineoidea öregcsalád
      - borostyánkő csigák (Succineidae) családja

  - Orthurethra klád
    - Achatinelloidea öregcsalád
      - Achatinellidae család

    - Cochlicopoidea örecsalád
      - Amastridae család
      - Cochlicopidae család

    - Enoidea öregcsalád
      - Cerastidae család
      - csavarcsigák (Enidae) családja

    - Partuloidea öregcsalád
      - Draparnaudiidae család
      - Partulidae család

    - Pupilloidea öregcsalád
      - Argnidae család
      - tonnacsigák (Chondrinidae) családja
      - †Cylindrellinidae család
      - Lauriidae család
      - Orculidae család
      - Pleurodiscidae család
      - bábcsigák (Pupillidae) családja
      - Pyramidulidae család
      - Spelaeoconchidae család
      - Spelaeodiscidae család
      - Strobilopsidae család
      - Valloniidae család
      - Vertiginidae család

- -     - Sigmurethra különálló csoport
      - Acavoidea öregcsalád 
        - Acavidae család
        - Caryodidae család
        - Dorcasiidae család
        - Macrocyclidae család
        - Megomphicidae család
        - Strophocheilidae család

      - Achatinoidea öregcsalád 
        - Achatinidae család
        - Coeliaxidae család
        - Ferussaciidae család
        - Glessulidae család
        - Subulinidae család
        - Thyrophorellidae család

      - Aillyoidea öregcsalád 
        - Aillyidae család

      - Arionoidea öregcsalád 
        - Anadeniidae család
        - Ariolimacidae család
        - simatestű csupaszcsigák (Arionidae) családja
        - Binneyidae család
        - Oopeltidae család
        - Philomycidae család

      - Buliminoidea öregcsalád 
        - Buliminidae család
        - Cerastuidae család

      - Clausilioidea öregcsalád 
        - orsócsigafélék (Clausiliidae) családja
        - †Anadromidae család
        - †Filholiidae család
        - †Palaeostoidae család

      - Dyakioidea öregcsalád 
        - Dyakiidae család

      - Gastrodontoidea öregcsalád 
        - Chronidae család
        - Euconulidae család
        - Gastrodontidae család
        - Oxychilidae család
        - Pristilomatidae család
        - Trochomorphidae család

      - Helicoidea öregcsalád 
        - Bradybaenidae család
        - Camaenidae család
        - Cepolidae(csiga) család
        - Cochlicellidae család
        - Elonidae család
        - Epiphragmophoridae család
        - Halolimnohelicidae család
        - főcsigák (Helicidae) családja
        - Helicodontidae család
        - Helminthoglyptidae család
        - Humboldtianidae család
        - Hygromiidae család
        - Monadeniidae család
        - Pleurodontidae család
        - Polygyridae család
        - Sphincterochilidae család
        - Thysanophoridae család
        - Trissexodontidae család
        - Xanthonychidae család

      - Helicarionoidea öregcsalád 
        - Ariophantidae család
        - Helicarionidae család
        - Urocyclidae család

      - Limacoidea öregcsalád 
        - Agriolimacidae család
        - Boettgerillidae család
        - meztelencsigák (Limacidae) családja
        - Vitrinidae család

      - Oleacinoidea öregcsalád
        - Oleacinidae család
        - Spiraxidae család

      - Orthalicoidea öregcsalád 
        - Cerionidae család
        - Coelocionitidae család
        - †Grangerellidae család
        - Megaspiridae család
        - Orthalicidae család
        - Placostylidae család
        - Urocoptidae család

      - Papillodermatoidea öregcsalád 
        - Papillodermatidae család

      - Parmacelloidea öregcsalád 
        - Parmacellidae család
        - tarajos csupaszcsigák (Milacidae) család
        - Trigonochlamydidae család

      - Plectopylidoidea öregcsalád 
        - Corillidae család
        - Plectopylididae család
        - Sculptariidae család

      - Punctoidea öregcsalád 
        - Charopidae család
        - Cystopeltidae család
        - Discidae család
        - Endodontidae család
        - Helicodiscidae család
        - Oreohelicidae család
        - Punctidae család
        - Thyrophorellidae család
        - †Anastomopsidae család

      - Rhytidoidea öregcsalád 
        - Chlamydephoridae család
        - Haplotrematidae család
        - Rhytididae család
        - Scolodontidae család

      - Sagdoidea öregcsalád 
        - Sagdidae család

      - Staffordioidea öregcsalád 
        - Staffordiidae család

      - Streptaxoidea öregcsalád 
        - Streptaxidae család

      - Strophocheiloidea öregcsalád 
        - Dorcasiidae család
        - Megalobulimidae család
        - Strophocheilidae család

      - Testacelloidea öregcsalád 
        - Testacellidae család

      - Trigonochlamydoidea öregcsalád 
        - Milacidae család
        - Papillodermidae család
        - Parmacellidae család
        - Trigonochlamydidae család

      - Zonitoidea öregcsalád 
        - Zonitidae család
- Trimusculiformes alrendág
  - Trimusculoidea öregcsalád 
    - Trimusculidae család